# ビートルズ・ストーリー
座標: 北緯53度23分56秒 西経2度59分31秒 / 北緯53.399度 西経2.992度

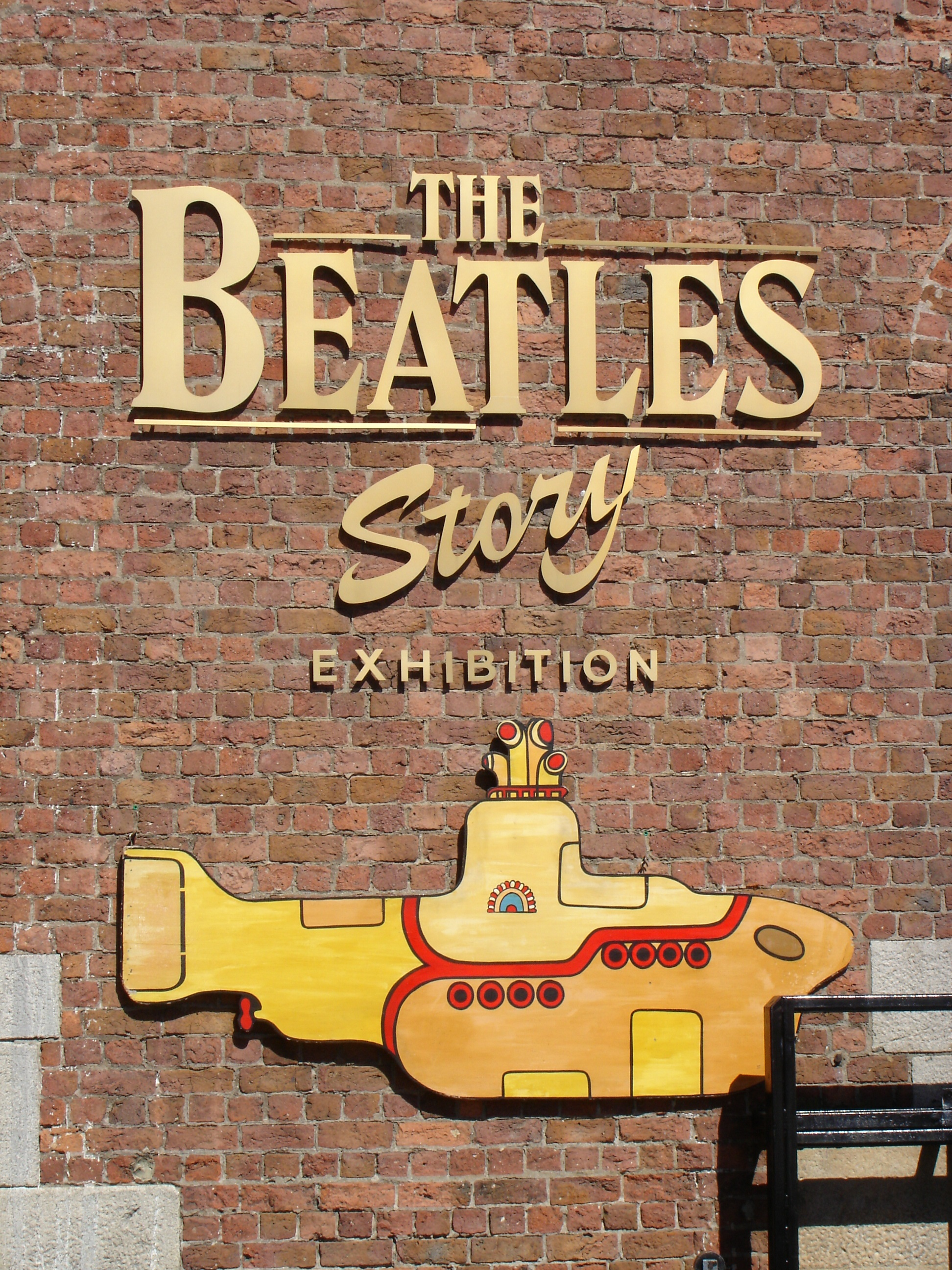
ビートルズ・ストーリーの入口

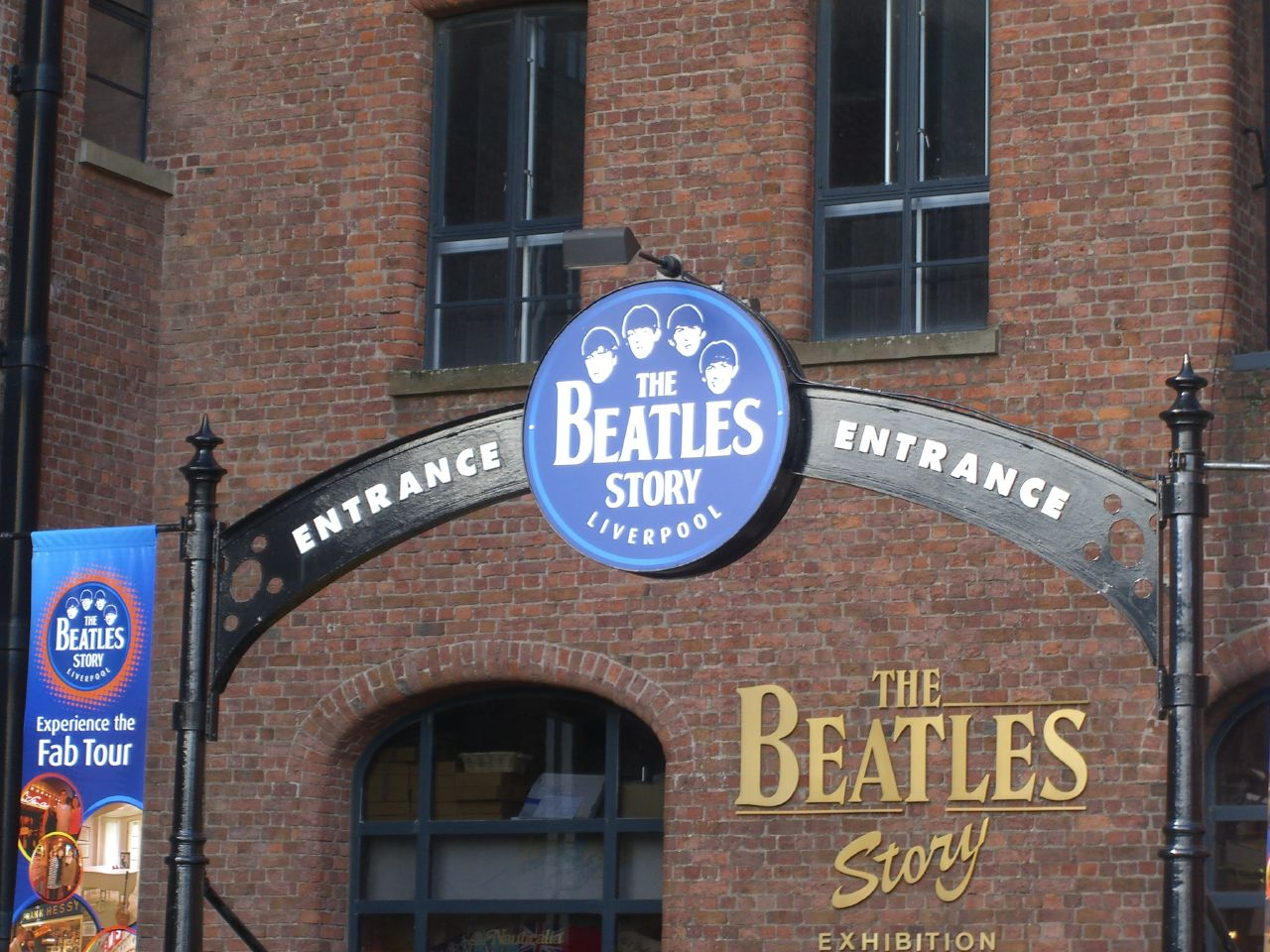
ビートルズ・ストーリーの展示

ビートルズ・ストーリー (The Beatles Story) は、イングランド、リヴァプールにある、1960年代のロックグループ、ビートルズ専門の展示施設である。2008年には、政府が運営する交通機関、マージートラベルが、ここを800万ポンドで購入した。年間推計30万人の観光客が訪れる。2021年12月12日にはG7外相会談の夕食会が開かれた。

## 展示
1990年にオープンしたビートルズ・ストーリーは、リヴァプールのアルバート・ドックとヘッド埠頭に位置する。展示内容は下記のとおり。
- ジョン・レノンの姉のジュリアのナレーションによる8言語でのオーディオガイド
- ジョン・レノンの丸メガネ
- ジョージ・ハリスンの最初のギター
- 青い『ホワイトアルバム』
- 4Dエクスペリエンスで3Dアニメーションと4D特別編集によるビートルズの音楽への旅
- 子供の対話式ディスカバーゾーン
- ゴーイング・ソロ・エリア
- 非公開写真の「ビートルズ・ヒドゥン・ギャラリー」
- キャバン・クラブのレプリカ